# Peter Altenberg

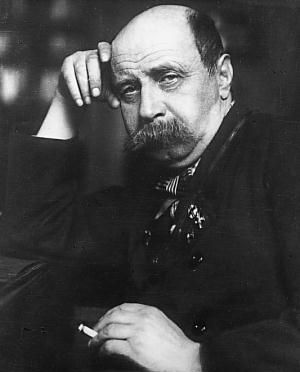
Richard Engländer (Peter Altenberg).

Richard Engländer, mest känd under sin pseudonym Peter Altenberg, född 9 mars 1859, död 8 januari 1919, var en österrikisk författare.
Engländer var bosatt i Wien. Engländers diktart var den korta skissen, den koncentrerade realistiska stämningsbilden. Hans samling Wie ich es sehe (1896) är översatt till svenska (Min syn på livet, 1908).